# Rytmisk sportsgymnastik
Rytmisk sportsgymnastik er en olympisk disciplin, som har sine rødder i ballettens elegante, yndefulde udtryk. Med tiden har den udviklet sig til også at kunne rumme en mere moderne og dansepræget stil, men det er stadig balletten, som danner grundlaget for træningen af de rytmiske sportsgymnaster.
Rytmisk sportsgymnastik dyrkes verden over både af individuelle gymnaster og af grupper bestående af fem, tre eller seks gymnaster. Der konkurreres nationalt både med og uden håndredskaberne tov, tøndebånd, bold, køller og vimpel, men internationalt dyrkes rytmisk sportsgymnastik udelukkende med håndredskaber.
Rytmisk sportsgymnastik udmærker sig ved stort set kun at være udøvet af kvinder. Indtil for få år siden var det slet ikke tilladt for mænd at stille op.
Det, der præger netop denne form for gymnastik, er i høj grad smidigheden, som gymnasterne er i besiddelse af. Derudover vil gymnasterne som regel være musikalske, have stor kropskontrol og kropsbevidsthed og en højt udviklet både grov- og finmotorik. Da gymnasterne ofte er så smidige, er det vigtigt, at de også er meget stærke – ellers beskadiger de kroppen. Styrken er også et vigtigt redskab for dem, da de skal udføre mange sværheder på meget kort tid. Sværhederne er balancer, pirouetter, spring og smidighedselementer.
På verdensplan har det altid været og er stadig de østeuropæiske lande, der dominerer. Rytmisk sportsgymnastik blev tidligere dyrket i hele Danmark. I dag er sportsgrenen meget snæver. Rytmisk sportsgymnastik dyrkes hovedsageligt på Sjælland, men der arbejdes på at få udbredt kendskabet til og interessen for sportsgrenen. På Fyn og i Jylland har rytmisk sportsgymnastik været skrinlagt i en årrække, men er nu så småt ved at vinde ind igen. 